# Scopula aequilineata
Scopula aequilineata är en fjärilsart som beskrevs av Leo Schwingenschuss 1926. Scopula aequilineata ingår i släktet Scopula och familjen mätare. Inga underarter finns listade.